# Serie Mundial de 1932
La Serie Mundial de 1932 fue disputada entre Chicago Cubs y New York Yankees.
Los New York Yankees resultaron ganadores al vencer en la serie por 4 partidos a 0.

## Desarrollo

### Juego 1
| Equipo   | 1 | 2 | 3 | 4 | 5 | 6 | 7 | 8 | 9 | C  | H  | E |
| -------- | - | - | - | - | - | - | - | - | - | -- | -- | - |
| Chicago  | 2 | 0 | 0 | 0 | 0 | 0 | 2 | 2 | 0 | 6  | 10 | 1 |
| New York | 0 | 0 | 0 | 3 | 0 | 5 | 3 | 1 | X | 12 | 8  | 2 |

LG: Red Ruffing (1–0)  LP: Guy Bush (0–1)  
HRs:  NYY – Lou Gehrig (1)

### Juego 2
| Equipo   | 1 | 2 | 3 | 4 | 5 | 6 | 7 | 8 | 9 | C | H  | E |
| -------- | - | - | - | - | - | - | - | - | - | - | -- | - |
| Chicago  | 1 | 0 | 1 | 0 | 0 | 0 | 0 | 0 | 0 | 2 | 9  | 0 |
| New York | 2 | 0 | 2 | 0 | 1 | 0 | 0 | 0 | X | 5 | 10 | 1 |

LG: Lefty Gomez (1–0)  LP: Lon Warneke (0–1)  

### Juego 3
| Equipo   | 1 | 2 | 3 | 4 | 5 | 6 | 7 | 8 | 9 | C | H | E |
| -------- | - | - | - | - | - | - | - | - | - | - | - | - |
| New York | 3 | 0 | 1 | 0 | 2 | 0 | 0 | 0 | 1 | 7 | 8 | 1 |
| Chicago  | 1 | 0 | 2 | 1 | 0 | 0 | 0 | 0 | 1 | 5 | 9 | 4 |

LG: George Pipgras (1–0)  LP: Charlie Root (0–1)  SV: Herb Pennock (1)  
HRs:  NYY – Babe Ruth 2 (2), Lou Gehrig 2 (3)  CHC – Kiki Cuyler (1), Gabby Hartnett (1)

### Juego 4
| Equipo   | 1 | 2 | 3 | 4 | 5 | 6 | 7 | 8 | 9 | C  | H  | E |
| -------- | - | - | - | - | - | - | - | - | - | -- | -- | - |
| New York | 1 | 0 | 2 | 0 | 0 | 2 | 4 | 0 | 4 | 13 | 19 | 4 |
| Chicago  | 4 | 0 | 0 | 0 | 0 | 1 | 0 | 0 | 1 | 6  | 9  | 1 |

LG: Wilcy Moore (1–0)  LP: Jakie May (0–1)  SV: Herb Pennock (2)  
HRs:  NYY – Tony Lazzeri 2 (2), Earle Combs (1)  CHC – Frank Demaree (1)
|                                                          |
| Campeón de las Grandes Ligas New York Yankees 4.º título |